# Parque Olbius Riquier
El Parque Olbius Riquier (en francés: Parc Olbius Riquier), es un parque de ocio y jardín botánico de unas 7 hectáreas de extensión en Hyères, Francia.

## Localización
Parc Olbius Riquier Avenue Ambroise Thomas, CP 83400 Hyères Département de Var, Provence-Alpes-Côte d'Azur, France-Francia.
Planos y vistas satelitales43°6′38.16″N 6°8′8.88″E / 43.1106000, 6.1358000
Está abierto a diario, se paga una tarifa de entrada.

## Historia

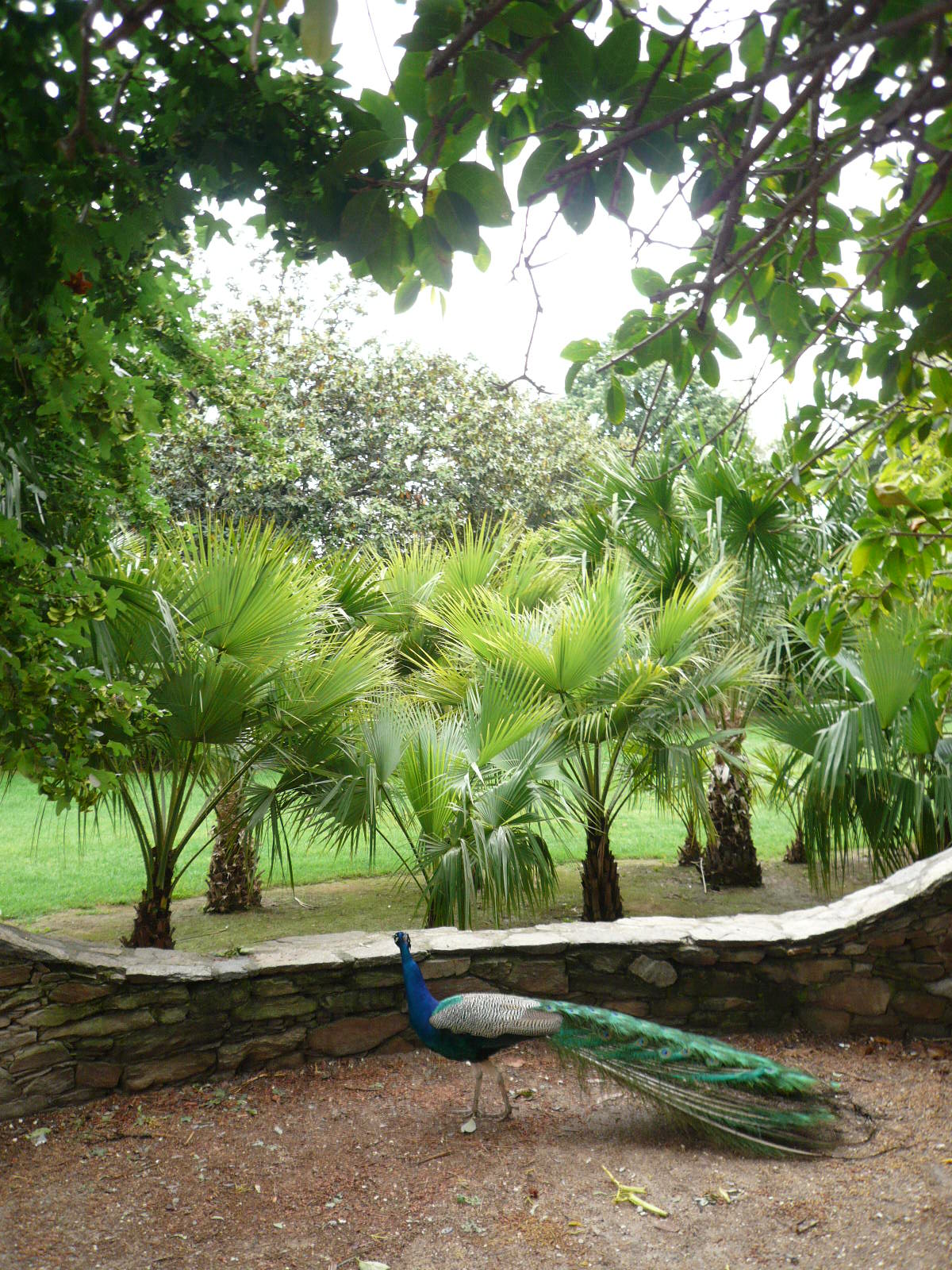
Pavo real en el jardín Olbius Riquier.

Olbius Hippolyte Antoine Riquier lega la finca vallada Riquier por testamento a la ciudad de Hyères el 13 de abril de 1868.
El 14 de julio de 1872, sobre una idea conjunta del municipio y de Albert Geoffroy Saint-Hilaire, entonces director de jardin d'aclimatation de Paris, se firma un convenio por el que se da a arrendamiento por veintiséis años el terreno vallado del Riquier a fin de crear allí un establecimiento donde se podrían cultivar, estudiar y crear especies tropicales susceptibles de ser aclimatadas en las regiones francesas.
El  « Jardin d'acclimatation de Hyères (Var) Clos-Ricquier» era un Anexo del « Jardin d'acclimatation de Paris». Actualmente, este parque de siete hectáreas es un jardín a la vez de ocio y jardín botánico con numerosas especies exóticas raras.
El Parque Olbius Riquier se beneficia de la etiqueta « Jardin Remarquable».

## Colecciones
En el parque nos encontramos:
- Colección de palmas
- Colección de bambús
- Invernadero con plantas y aves tropicales
- Cascada y lago
- Zoológico de dimensiones reducidas con gamos europeos, cabras domésticas, gansos, periquitos, papagayos, ñandú y simios.

Entre las especies vegetales dignas de mención, Magnolia, Catalpa, Taxodium distichum, Howea forsteriana, Caryota mitis, Araucaria araucana, Quercus lanuginosa, Yucca, Firmiana simplex, Melaleuca linariifolia, y Buxus balearica.

## Referencias

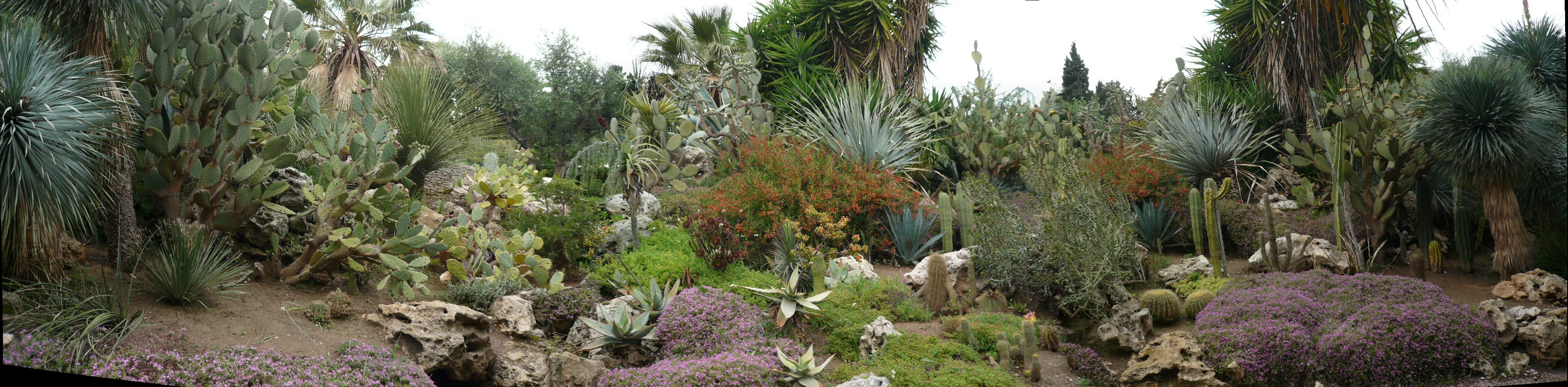
Panorama floral del parc Olbius Riquier Hyeres.